# Tomasz Łychowski
Tomasz Łychowski (ur. 26 września 1934 w Nova Lisboa w Angoli) – polski i brazylijski poeta, pisarz, malarz, działacz polonijny.

## Życiorys

### Młodość
Urodził się w polsko-niemieckiej rodzinie Tadeusza (1898–1950), pochodzącego z Kijowa i Gertrudy z domu Seefeld – Niemki z Chorinchen. Rodzina Tomasza Łychowskiego osiedliła się w Angoli, skąd w 1938 roku powrócili do Polski. Podczas wojny rodzice Łychowskiego włączyli się w działalność konspiracyjną (Tadeusz Łychowski był członkiem sieci wywiadowczej „Stragan”, do której należał też Ludwik Kalkstein), za co cała rodzina została osadzona na Pawiaku. Lata powojenne (1945–1948) Łychowscy spędzili w Niemczech, skąd wyemigrowali do Brazylii w 1949. Tam Tomasz Łychowski ukończył studia anglistyczne w filii brytyjskiej uczelni Cambridge (studia w języku angielskim) oraz dydaktykę na Katolickim Uniwersytecie w Rio de Janeiro.
Ze względu na swoje pochodzenie i podróże, biegle włada językami: polskim, portugalskim, niemieckim i angielskim.

### Dydaktyka
Nauczał języka angielskiego w wielu placówkach edukacyjnych, w tym w Instytucie Kultury Angielskiej (Sociedade Brasileira de Cultura Inglesa), Centrum Kultury Angielsko-Amerykańskiej (CCAA), szkołach stanowych i Colégio Pedro II (szkoła federalna założona przez cesarza Pedro II). W latach 1973–77 był sekretarzem lokalnym Uniwersytetu Cambridge w Rio de Janeiro. Dodatkowo pracował jako specjalista z zakresu opracowywania programów szkolnych w Sekretariacie Stanowym do Spraw Nauczania, w związku z czym w latach 1987-1992 był odpowiedzialny za nauczanie religii w szkołach stanowych w Rio.

### Praca polonijna
Współpracował z czasopismem „Aproximaćões” („Zbliżenia”), wydawanym przez prof. Henryka Siewierskiego. Pisał też artykuły do pism polonijnych, takich jak „Lud” (Kurytyba), czy „Głos Polski” (Buenos Aires, Argentyna) oraz „Projeções” i „Polonicus” wydawane przez ks. Rektora Zdzisława Malczewskiego. Przez 30 lat pełnił również różne funkcje w zarządzie Towarzystwa Dobroczynnego Polonia w Rio de Janeiro (Polonia Sociedade Beneficente RJ). Dwukrotnie był wybrany prezesem tego towarzystwa (1978-1979 i 2019-2020). W 1953 r. był jednym z założycieli i pierwszym prezesem Koła Młodzieży Polskiej Świetliki w Rio de Janeiro. Przez jakiś czas był prezesem sekcji lokalnej BRASPOLU w Rio de Janeiro.

### Twórczość
Jego pasjami są poezja i malarstwo, które widać także w jego działalności tłumaczeniowej. Tomasz Łychowski jest tłumaczem wierszy Julii Hartwig, Ryszarda Krynickiego i Ewy Lipskiej, które przełożył dla czasopisma wydawanego przez Brazylijską Akademię Literatury, a także wybranych wierszy Karola Wojtyły, które przetłumaczył dla pisma „Polonicus”.
Jego wiersze były publikowane w ramach wydawanego w Rzeszowie od 1991 roku czasopisma „FRAZA”, a także w „Pamiętniku Literackim” wydawanym przez Związek Pisarzy Polskich na Obczyźnie.
W 2021 roku ma się ukazać esej dotyczący jego poezji autorstwa Henryka Siewierskiego (w ramach publikacji UJ).

## Nagrody
W 2016 r. otrzymał Nagrodę Literacką Związku Pisarzy Polskich na Obczyźnie z siedzibą w Londynie (razem z prof. Henrykiem Siewierskim i ks. Zdzisławem Malczewskim).
22 lutego 2014 r. otrzymał Medal Prymasa Polski z rąk rektora Polskiej Misji Katolickiej w Brazylii – dr Zdzisława Malczewskiego – za aktywne działania polonijne i „zasługi dla Kościoła i narodu”.

## Publikacje

### Tłumaczenia z języka polskiego na język portugalski
- Poezja Julii Hartwig,

- Poezja Ryszarda Krynickiego,
- Poezja Ewy Lipskiej,
- Wybrane wiersze Karola Wojtyły,
- O co nas pytają wielcy filozofowie Leszka Kołakowskiego, I i II seria.

### Teksty naukowe
- The Functional-Notional and Cognitive Approach (1980).

### Poezja
- Mój Parnas (wydany na powielaczu, 1956),
- Glimpses/Vislumbres (angielsko-portugalski, 1996),
- Voices/Vozes (angielsko-portugalski, 1998),
- Brisas/Powiewy (portugalsko-polski, 2000),
- Graniczne progi/Limiares de fronteira/Thresholds (polsko-portugalsko-angielski, 2004),
- Encontros/Spotkania (portugalsko-polski, 2006),
- Skrzydła/Asas (polsko-portugalski 2008),
- Recomeço (2014),
- Spojrzenia (2016),
- Brama – O portão  (polsko-portugalski, 2020).

### Proza
- Moja droga na księżyc (2010),
- Post Scriptum (portugalski, 2018).